# Fuerte de San Carlos (Puebla de Sanabria)
El Fuerte de San Carlos es un pequeño fortín de artillería, situado sobre un promontorio rocoso al sur del casco urbano de Puebla de Sanabria (Zamora, España). Los restos actuales son del siglo XVII, construidos para la protección de la frontera con Portugal, durante los enfrentamientos que ambos países ibéricos mantuvieron a finales del siglo XVII y principios del siglo XVIII.

## Descripción y características
Se trata de un fortín levantado sobre un promontorio rocoso situado a las afueras de la villa, en el camino a Portugal, que debe de ser entendido como parte de un sistema global de fortificación y defensa que, desde la Edad Media cercó este municipio. Fue base de operaciones del ejército en las Guerras con Portugal, en especial en la guerra de independencia de este país (1640-1668), así como en la guerra de sucesión a la Corona de España (1700-1714).
La estructura del fortín tiene planta rectangular con baluartes en las esquinas y revellines en el centro de los lados antepuestos a las cortinas, todo ello rodeado de un amplio foso, con profundas escarpa y contraescarpa. Este sistema delimitaba un espacio central elevado de planta cuadrangular, de unos 750 metros cuadrados de superficie, con una fortificación doble que ofrece dos zonas de defensa, una externa donde tenía lugar el combate y otra interna de seguridad, ambas abaluartadas. La estructura militar se enmarca dentro de las fortificaciones abaluartadas de la Época Moderna, aunque los escasos restos arqueológicos existentes, junto con la gran alteración de su entorno, dificultan el conocimiento de su verdadera planta. Es uno de los primeros fuertes avanzados que se hicieron en la Península y una de las pocas fortalezas de la región leonesa construidas a finales de la Edad Moderna mediante el sistema de defensa de traza italiana. No obstante, su construcción sería criticada en el siglo XVII por ser de escasa dimensión y no descubrir adecuadamente el terreno exterior.

## Función
Situada en el camino que enlazaba la meseta central con los puertos de Galicia, e inicio del ramal que comunicaba con Portugal vía Braganza, Puebla de Sanabria fue desde antaño un enclave estratégico. La función principal del fuerte de San Carlos era la defensa de la comarca de Sanabria en los conflictos hispano-lusos. Esta estructura militar abaluartada se construyó al sudoeste de Puebla, junto al río Tera, para asegurar el control de la Raya, apoyado por el castillo de los Condes de Benavente, que se ubica en un promontorio al norte de la localidad.

## Historia
En 1640, tras el levantamiento por la Restauración de la Independencia de Portugal, se inició una nueva etapa en las fortificaciones de Puebla de Sanabria. Entre 1660 y 1665, tras años de lucha enconada, se consiguió consolidar un segundo recinto fortificado dotado de baluartes, que englobaba toda la colina con sus partes más bajas. Fue en este tiempo cuando se inició el Fuerte de San Carlos, al sur del recinto. El fuerte aparece reflejado en la cartografía militar de 1706, con motivo de la guerra de sucesión. Durante este conflicto bélico, la frontera fue atacada por las tropas anglo-portuguesas que apoyaban el bando del archiduque Carlos y ocuparon Puebla de Sanabria en 1710. Durante el periodo de ocupación portuguesa, se acometieron algunas obras de importancia: un dique en la parte noroeste para contener las aguas del río Castro y producir una inundación en caso de sitio, y dos baluartes de gran escala al norte, a modo de tijera. La villa fue recuperada por la Monarquía Hispánica el 24 de diciembre de 1715, de acuerdo con lo establecido en la Paz de Utrecht. Durante el transcurso de la guerra, los ingleses se dedicaron a volar todos los baluartes de la zona española de la frontera con Portugal, aprovechando para dejar intactos los portugueses, siguiendo la política preventiva de hacer el mayor daño posible a su entonces aliado, pero tradicionalmente antiguo enemigo secular español y proteger a su aliado luso de paso. El fuerte de San Carlos no fue una excepción y fue volado por las tropas anglo-portuguesas cuando estas abandonaron Puebla de Sanabria, evitando así que lo pudieran usar los franceses tras la vergonzosa huida del ejército inglés en la carrera de Benavente y su precipitado reembarco hacia las islas británicas desde las inmediaciones de la ciudad de La Coruña, no sin antes ser obligados a presentar batalla en el enfrentamiento de Elviña. Desde entonces, nunca más se volvería a usar y cayó en el olvido.

### El proyecto de Carlos Robelín
Tras el fin de la guerra de sucesión, el prestigioso ingeniero francés Carlos Robelín, al servicio de Felipe V, redactó un interesante proyecto para Puebla de Sanabria en 1722. Era un ingeniero avalado por su participación en plazas como Homburg am Main (Baviera), en 1691, el castillo de Asperg (Wurtemberg) en 1693, Ladenburg en el mismo año o Chivade (Piamonte) en 1705. Tras apenas un año de estancia en Pamplona inspeccionando las fortificaciones de la ciudadela, Robelín fue trasladado como Ingeniero Director a Zamora. El proyecto redactado por Robelín en 1722 mejoraba sin duda las expectativas defensivas de Puebla de Sanabria, aunque nunca llegaría a acometerse. La modernización de plazas fuertes se centraría en esos años en la frontera hispano-francesa.

### El proyecto de Juan Martín Cermeño
Tras los hechos acaecidos en la guerra de los Siete Años (1756-1673), el Ingeniero General Juan Martín Cermeño decidió reforzar las defensas de la frontera norte con Portugal. Del proyecto de Cermeño para Puebla de Sanabria en 1766, ha perdurado una detallada memoria sobre las carencias que presentaban las fortificaciones y cómo debían mejorarse de la forma más racional y económica, ajustándose a la dotación de guarnición que pudiera defender la plaza. Cermeño proponía en su proyecto una importante transformación del recinto existente, convirtiéndolo en una de las mejores plazas fortificadas del norte de España. Cermeño concluía su exposición ratificando la importancia de Puebla de Sanabria en la defensa de la frontera, que le llevaba a anteponerla a las fortificaciones de Zamora por su importancia estratégica. Este proyecto nunca llegaría a ejecutarse por razones económicas, pero fue un ejercicio racional y de gran maestría técnica con el que lograba asegurar una defensa suficiente del paso fronterizo con la mínima inversión de recursos.

## Actualidad
Si bien en su momento se iniciaron ciertos trabajos de investigación, la falta de continuidad de los mismos, pasados varios lustros, ha conducido a que en la actualidad el abandono del emplazamiento defensivo sea total, sepultados sus restos y cubiertos de matorrales que producen una degradación progresiva, dando una apariencia a simple vista de viejos escombros. Diversas organizaciones e instituciones, entre ellas las fuerzas políticas del leonesismo, el propio ayuntamiento de Puebla y la Fundación del Patrimonio Histórico de Castilla y León, se han interesado por la recuperación, acondicionamiento y puesta en valor del Fuerte de San Carlos de Puebla de Sanabria, habiéndose iniciado para ello los necesarios estudios previos a cualquier acometida. Unión del Pueblo Leonés, mediante la presentación de una enmienda al efecto ante las Cortes de Valladolid, pretenden que se reinicien las excavaciones para conservar, catalogar convenientemente y posteriormente exponer al público los restos arqueológicos del fortín abaluartado, tras las campañas de 2005 y 2006. Las características arquitectónicas del fortín de artillería, tanto por la utilización de materiales, mampostería, adobe y teja de barro, como por su construcción, bien diferenciada del resto de las edificaciones sanabresas, le conceden ciertas peculiaridades que lo podrían convertir en un reclamo turístico adicional para la localidad sanabresa.